# Henri Minczeles
Henri Minczeles (né le 10 juin 1926 à Paris et mort le 10 mars 2017, à Paris) est un journaliste, historien, et responsable communautaire juif français.

## Biographie

### Enfance et adolescence
Henri Minczeles naît à Paris le 10 juin 1926 dans une famille juive polonaise immigrée. Son père, Szepsel Minczeles, né le 21 février 1906, à Varsovie, est un coupeur modéliste provenant d’un milieu de libres-penseurs qui revendique néanmoins comme aïeul le fameux kabbaliste Isaac Louria de Safed. Sa mère, Ruchla Zlata Minczeles née Pinkwaszewska, couturière, est issue d’un milieu hassidique. Tous deux ont quitté la Pologne au début des années 1920 en raison de l’insécurité, du manque de travail. Travaillant dans la « confection pour dames », ils vivent dans le bas-Montmartre, non loin de la porte de Clignancourt et de la mairie du XVIIIe, dans un milieu de travailleurs juifs non-pratiquants. Un frère, Roger, naît le 10 octobre 1931 à Paris.
À la maison, on parle français, le yiddish ou le polonais étant alors utilisés pour que les enfants ne comprennent pas, comme dans de nombreuses familles ashkénazes françaises du milieu du siècle. La famille entière est inscrite à la bibliothèque municipale. Henri Minczeles fréquente l’école primaire de garçons au 18 de la rue Sainte-Isaure. C’est un bon élève qui reçoit le prix d’excellence en 1937 et est reçu en 1938 pour son certificat d’études primaires avec la mention bien. Cependant, les études se passant dans une atmosphère d’antisémitisme de plus en plus lourde.
La guerre éclate et la France est défaite. Le 14 mai 1941, le père reçoit un « billet vert » et, répondant à la convocation, est interné au camp de Pithiviers. Déporté par le Convoi n° 6 du 17 juillet 1942 en date du 17 juillet 1942, il est gazé à Auschwitz le mois suivant.

### Durant la Seconde Guerre mondiale et sous Vichy
Pendant ce temps, Henri Minczeles étudie à l’École primaire supérieure à Juvisy puis à Paris au cours complémentaire du 63 de la rue de Clignancourt. Reçu au certificat de fin d’études complémentaires en juin 1942, il contracte une tuberculose pulmonaire et est contraint d’interrompre ses études. Après avoir échappé avec sa mère et son frère à la rafle du 16 juillet 1942, il part dans un sanatorium de la banlieue parisienne du 13 août 1942 jusqu’au 17 juin 1943. 
Il revient à Paris et demeure clandestinement avec de faux-papiers dans le 19e arrondissement, sous le nom de Raymond-Adrien Thibaud. Grâce à deux non-Juives (auxquelles il fera obtenir la médaille des Justes des nations en 1994), Marie Ménérat, concierge et Suzanne Leulier, ouvrière en maroquinerie chez un oncle d’Henri, il devient spécialiste en confection de fausses cartes d’identité et tickets d’alimentation. 
En octobre 1943, il trouve un travail dans une entreprise de décoration de cadres. Activement engagé dans la Résistance à Libé Nord, il participe à la Libération de Paris le 25 août 1944 et récupère deux mois plus tard son appartement montmartrois. Inscrit aux jeunesses socialistes, il fonde la 19e section de Paris des Jeunesses socialistes dans un local du PPF (Doriot) puis adhère à la SFIO, à l’UGS, au PSA puis au PS. 
Fréquentant le milieu bundiste du 110, rue Vieille-du-Temple, il devient, grâce à Aby Wieviorka (le père de Michel, Annette,  Sylvie et Olivier), rédacteur au Réveil des Jeunes ; c’est dans ce bimensuel qu’il commence ses activités de journaliste. Inscrit de 1946 à 1948 au Centre de formation des journalistes, créé au lendemain de la Libération par Philippe et Hélène Viannay, Henri se marie le 8 avril 1949 avec Léa Radacz. Ils ont eu deux enfants, Chantal Braunstein, née en 1950 et Alain Minczeles né en 1953.

### Vie professionnelle et estudiantine
Après la guerre, Henri Minczeles exerce divers métiers (aide-comptable, comptable, directeur administratif et PDG) dans une entreprise textile spécialisée dans le tricot. Après la fermeture de cette entreprise, il décide de reprendre ses études interrompues en 1942 et s’inscrit en septembre 1984 à l’École des hautes études en sciences sociales sous la direction de Jutta Scherrer. 
En 1985, il présente au terme de son premier cycle « Les origines du mouvement ouvrier juif, 1870-1897 ». Officiellement retraité en 1986, il prépare et obtient le diplôme d’études approfondies sur « Vilna, Wilno, Vilnius, la Jérusalem de Lituanie, 1918-1940 » puis, le 19 mars 1991, le doctorat d’Histoire sur le même thème, avec les félicitations du jury composé de Jutta Scherrer, Jean Baumgarten, Rachel Ertel et Michel Wieviorka.

### Vie associative
Il adhère à l’AMEJD 18 en 2000, l’Association pour la mémoire des enfants juifs déportés du XVIIIe arrondissement qui comptait sous l’Occupation allemande plus de 70 écoles primaires et l’apposition des plaques sur le fronton et l’intérieur de ces écoles. Plus de 700 enfants ont été déportés. 1 seul est revenu.
En 2011, il est chargé avec ses amis de promouvoir un ouvrage sur 10 ans d’existence de l’AMEJD.
Entre autres, ses responsabilités communautaires sont les suivantes
Membre de différentes commissions culturelles du Centre Medem
Délégué au CRIF (Conseil représentatif des institutions juives de France) de 1979 à 2001 puis de la commission du souvenir du CRIF.
- 1992-1996 Président du Centre Medem - Arbeter Ring
- 1979-2001 Collaborateur bénévole de la Bibliothèque Medem, bibliothèque yiddish.
- 2001-2006 Vice-président de l’Association pour la mémoire des enfants juifs déportés du 18e arrondissement.

Ses responsabilités journalistiques sont diverses : Membre du comité de rédaction du Réveil des Jeunes, Combat pour la Diaspora, Actualité juive, L’Arche, Histoire de la mémoire de la Shoah, etc. Membre de différents jurys pour l’attribution des prix – Prix Max Cukierman, prix Mémoire de la Shoah, Prix Korman.
Militant de l'association Fils et filles de déportés juifs de France (FFJDF) de Serge Klarsfeld.
Animateur de radio dans différentes émissions historiques, littéraires, etc. dont 150 cassettes ont été remises au Mémorial de la Shoah.

## Œuvre

### Publications
L’idéologie d’Henri Minczeles est fortement influencée par les conceptions de l’historien juif russe Simon Doubnov qui a écrit que « le peuple juif demeure vivant et créateur grâce à ses innombrables combats sur les champs de bataille de l'esprit ».
- Vilna, Wilno, Vilnius, la Jérusalem de Lituanie, La Découverte, 1993. Réédition en 1999 puis traduit en lituanien.
- Histoire générale du Bund, un mouvement révolutionnaire juif, Austral, 1995. Réédition en 1999 chez Denoël.
- Lituanie juive, message d’un monde englouti, 1996. En collaboration avec Yves Plasseraud, Éd. Autrement.
- Yiddishland,1999, en collaboration avec Gérard Silvain, Éd. Hazan.
- Ma vie,(de Vladimir Medem), 2000. Traduit du yiddish avec Aby Wieviorka et Honoré Champion.
- Le 6e convoi de la mort. Revue d’Histoire de la Shoah 2005/1 (N° 182), pages 325 à 335[7].
- Une histoire des Juifs de Pologne, Religion, culture, politique, 2006. La Découverte. En cours de traduction en polonais, Livre de poche, 2011
- Les Litvaks, l’héritage universel d’un monde juif disparu, 2008. En collaboration avec Yves Plasseraud et Suzanne Pourchier, La Découverte.
- Le mouvement ouvrier juif. Récit des origines., 2010. Éditions Syllepse.

### Divers
- Préfaces diverses dans une vingtaine de livres.
- Conférences et cours divers sur le judaïsme polonais, israélien, américain ainsi que des sujets bien particuliers au Centre Medem, à l’EHESS, au Centre universitaire Elie Wiesel et dans de nombreuses institutions juives et non juives. Ainsi qu’intervenant dans plusieurs colloques.
- Principal organisateur des manifestations sur le Centenaire de Bund en 1997, particulièrement à Paris. Il a participé dans diverses villes européennes.
- Plusieurs expositions sur Vilnius, Lodz, la presse yiddish, le Bund et d’autres thèmes comme, en 2006, « Les enfants juifs du XVIIIe sous l’occupation. »

## Distinctions
- 1991 Prix Mémoire de la Shoah[8], fondation Jacob Buchman
- 1992 Médaille d'argent de la ville de Paris
- 1993 Prix Emil Domberger du B’nai B’rith décerné à Jérusalem
- 1998  Chevalier de l'ordre national du Mérite
- 2002 Prix Idel Korman sur le yiddish
- 2007 Médaille grand argent de la ville de Paris
- 2011 Croix d'officier de l'ordre national du Mérite lituanien